# Deacon (artillerie)
Pour les articles homonymes, voir Deacon.
L‘AEC Mk I Gun Carrier, ou Deacon, est un véhicule militaire britannique de la Seconde Guerre mondiale. Il s'agit d'un canon antichar QF 6 pounder monté sur un camion blindé, protégé par un bouclier blindé, afin de combattre les Panzer de Rommel. Il fut seulement utilisé durant la guerre du Désert (1942-1943).

## Production
Le Deacon, suivant la mode britannique de donner aux canons automoteurs des titres ecclésiastiques (Deacon signifie "diacre" en français), fut développé en 1942 pour fournir à l'armée britannique en Afrique du nord une arme anti-char mobile. C'est fondamentalement une pièce d'artillerie à l'arrière d'un camion. La base du Deacon est un châssis de camion AEC Matador, sur lequel est monté un canon QF 6 pdr entouré d'un blindage. Le chargeur et le tireur se trouvaient à l'intérieur. La cabine était remplacée par une boîte blindée protégeant le conducteur et le moteur. La production commença en décembre 1942 ; il y eut 175 exemplaires.

## Histoire au combat
Le Deacon fut utilisé contre les blindés allemands en Afrique du nord, environnement où les véhicules à roues n'étaient pas désavantagés par rapport à ceux à chenilles. Ils ont combattu à El Hamma (Tunisie), où le 76e régiment anti-char de la Royal Artillery vainquit une force allemande comprenant des chars Panzer III.
Il fut retiré à la fin de la guerre du désert. Certains furent transformés en transports de munitions blindés. Plus tard, d'autres furent vendus à la Turquie.